# Raids gaulois en Italie
Les raids gaulois en Italie font suite à l'installation des Celtes dans la plaine du Pô où ils repoussent les Étrusques et les Ombriens entre la deuxième partie du VIe siècle av. J.-C. et les premières années du IVe siècle av. J.-C. S'ensuivent un certain nombre de raids en Italie, notamment en Étrurie, tout au long du IVe siècle av. J.-C., dont le premier est connu pour avoir mené au sac de Rome de 390 av. J.-C. par les Sénons de Brennos.
À la suite de l'expansion romaine en Italie, certaines tribus celtes s'allient aux Étrusques, aux Ombriens et aux Samnites dans la troisième guerre samnite, mais la coalition est vaincue en 295 av. J.-C. à la bataille de Sentinum. En 284 av. J.-C., les Sénons remportent une victoire devant Arretium sur les Romains, mais ces derniers réagissent et annexent le territoire des Sénons. L'année suivante, une coalition entre Étrusques et Boïens est vaincue à la deuxième bataille du lac Vadimon en 283 av. J.-C.
En 225 av. J.-C., une armée de Gaulois cisalpins se sentant fortement menacés par l'expansionnisme romain, et rejointe par des contingents de Gaule transalpine, envahit et pille l'Étrurie puis se dirige vers Rome. La victoire romaine est totale à la bataille de Télamon. Rome s'engage alors dans la conquête de la Gaule cisalpine, ce qui marque la fin de la menace gauloise sur les possessions italiennes de Rome.

## Migration des Celtes du au début du

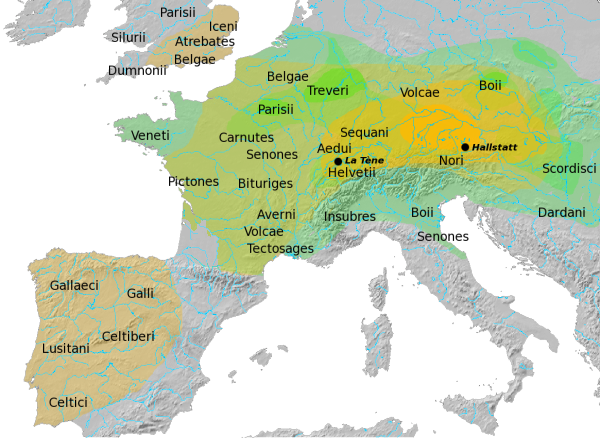
Civilisation de La Tène.

## Migration des Celtes duVIeau début duIVesiècleav. J.-C.

### De Germanie vers la Gaule, Bretagne, Ibérie et les Alpes
Les Celtes quittent la Germanie méridionale dans la deuxième partie du VIe siècle av. J.-C. et une grande part d'entre eux s'installe en Gaule, entre la Garonne au sud et la Seine et la Marne au nord. Les guerriers celtes sont accompagnés de leurs familles non combattantes et de leurs troupeaux.
Certaines tribus passent ensuite en Gaule belgique puis traversent la Manche pour occuper les îles Britanniques. D'autres franchissent les Pyrénées pour s'installer dans la péninsule Ibérique où ils deviennent des Celtibères,. D'autres Celtes longent les Alpes par le nord pour s'installer en Rhétie ou poussent jusqu'au Danube pour s'établir en Norique, dès le début du IVe siècle av. J.-C.,

### Installation dans la plaine du Pô en Italie
Une grande partie des Celtes s'installe aussi dans la région très fertile de la plaine du Pô, au nord de la péninsule italienne, dès le VIe siècle av. J.-C. Ils repoussent alors surtout les Étrusques qui perdent là l'Étrurie padane au début du IVe siècle av. J.-C., où ils se sont installés à partir du VIe siècle av. J.-C. eux aussi. Les Ombriens et d'autres peuples sont aussi refoulés. En quelques décennies, la région est dominée par les Celtes et est connue dorénavant sous le nom de Gaule cisalpine, les « Celtes d'Italie » devenant des « Gaulois cisalpins » ou des « Gaulois » tout court dans les sources gréco-romaines,.

« Cette nation [les Gaulois], à ce que la tradition rapporte, séduite par la douce saveur des fruits de l’Italie et surtout de son vin, volupté qui lui est encore inconnue, a passé les Alpes et s’est emparée des terres cultivées auparavant par les Étrusques. »

— Tite-Live, Histoire romaine, V, 33, 2 - Traduction Charles Nisard, 1864
Géographiquement, l'arc alpin, de l'ouest à l'est en passant par le nord, borde le nouveau territoire de ces Gaulois Cisalpins, et les contreforts de l'Apennin du Nord forment la limite au sud avec le reste de l'Italie. À l'ouest, sur les bords de la mer Ligure, se trouve un peuple alpin protohistorique non celte, les Ligures. Au nord, au-delà des Alpes, se trouvent les régions de Rhétie et de Norique. À l'est, on retrouve principalement les Vénètes, un peuple italique installé sur les bords du golfe de Vénétie. Au sud, séparés par les fleuves Arno et Aesis, on retrouve les Étrusques, les Ombriens et les Picéniens d'ouest en est. Les Celtes d'Italie s'installent aussi le long de la mer Adriatique jusqu'à Ancône au début du IVe siècle av. J.-C., tout juste au nord des Picéniens.

Les peuples de la Gaule cisalpine au

Tite-Live rapporte ainsi la tradition telle qu'est est passée dans l'annalistique romaine du passage des Gaulois en Italie :

« À l’époque où Tarquin l'Ancien règne à Rome [vers 600 av. J.-C. ...] à Bellovèse [des Bituriges], les dieux montrent un plus beau chemin, celui de l’Italie. Il appelle à lui, du milieu de ses surabondantes populations, des Bituriges, des Arvernes, des Éduens, des Ambarres, des Carnutes, des Aulerques ; et, partant avec de nombreuses troupes de gens à pied et à cheval, il arrive chez les Tricastins. Là, devant lui, s’élèvent les Alpes ; et, ce dont je ne suis pas surpris, il les regarde sans doute comme des barrières insurmontables [...]
Arrêtés, et pour ainsi dire enfermés au milieu de ces hautes montagnes, les Gaulois cherchent de tous côtés, à travers ces roches perdues dans les cieux, un passage par où s’élancer vers un autre univers, quand un scrupule religieux vient encore les arrêter ; ils apprennent que des étrangers, qui cherchent comme eux une patrie, ont été attaqués par les Salyens. Ceux-là sont les Massaliotes qui sont venus par mer de Phocée. Les Gaulois voient là un présage de leur destinée : ils aident ces étrangers à s’établir sur le rivage où ils ont abordé et qui est couvert de vastes forêts.
Pour eux, ils franchissent les Alpes par des gorges inaccessibles, traversent le pays des Taurins, et, après avoir vaincu les Étrusques, près de la rivière Tessin, ils se fixent dans un canton qu’on nomme la terre des Insubres. Ce nom, qui rappelle aux Éduens les Insubres de leur pays, leur paraît d’un heureux augure, et ils fondent là une ville qu’ils appellent Mediolanum.
Bientôt, suivant les traces de ces premiers Gaulois, une troupe de Cénomans, sous la conduite d'Etitovios, passe les Alpes par le même défilé, avec l’aide de Bellovèse, et vient s’établir aux lieux alors occupés par les Libuens, et où sont maintenant les villes de Brescia et de Vérone. Après eux, les Salluviens se répandent le long du Tessin, près de l’antique peuplade des Lèves Ligures. Ensuite, par les Alpes pennines, arrivent les Boïens et les Lingons, qui, trouvant tout le pays occupé entre le Pô et les Alpes, traversent le Pô sur des radeaux, et chassent de leur territoire les Étrusques et les Ombriens : toutefois, ils ne passent point les Apennins. Enfin, les Sénons, qui viennent en dernier, prennent possession de la contrée qui est située entre le fleuve Utens et l’Aesis. »

— Tite-Live, Histoire romaine, VI, 34-35 - Traduction Charles Nisard, 1864
Une fois l'expansion achevée dans le nord de l'Italie, les différentes tribus celtes s'organisent et se partagent le riche territoire de la Gaule cisalpine en plusieurs tribus. Aux côtés des Taurins, les Insubres sont installés dans l'actuelle Lombardie depuis le VIe siècle av. J.-C., la région la plus fertile, et ils fondent Mediolanum. Les Boïens d'Italie prennent les terres entre l'Apennin du Nord et le Pô. Les Cénomans se fixent autour de Brescia et de Vérone et les Lingons entre le delta du Pô et l'Apennin du Nord, dans l'actuelle province de Ferrare. Enfin, les Sénons, qui ne franchissent les Alpes que vers 400 av. J.-C., s'établissent entre Ravenne et Ancône après avoir chassé les Ombriens.

## Les raids gaulois duIVesiècleav. J.-C.

### Les sources disponibles
Le principal récit des raids gaulois en Italie est l'Histoire romaine de l'auteur latin Tite-Live, datant de l'époque augustéenne, ou encore les Vies parallèles de l'auteur grec Plutarque, datant de l'époque trajane. Polybe, historien grec du IIe siècle av. J.-C., est jugé plus objectif.
Les Gaulois n’ayant pas de langue écrite, leur point de vue est totalement occulté. De plus, les auteurs romains sont focalisés sur les conflits romano-gaulois et particulièrement sur les raids concernant Rome. Les sources romaines ont tendance à exagérer fortement le nombre de soldats gaulois présents lors des raids et des différentes batailles.

### Le raid de 390

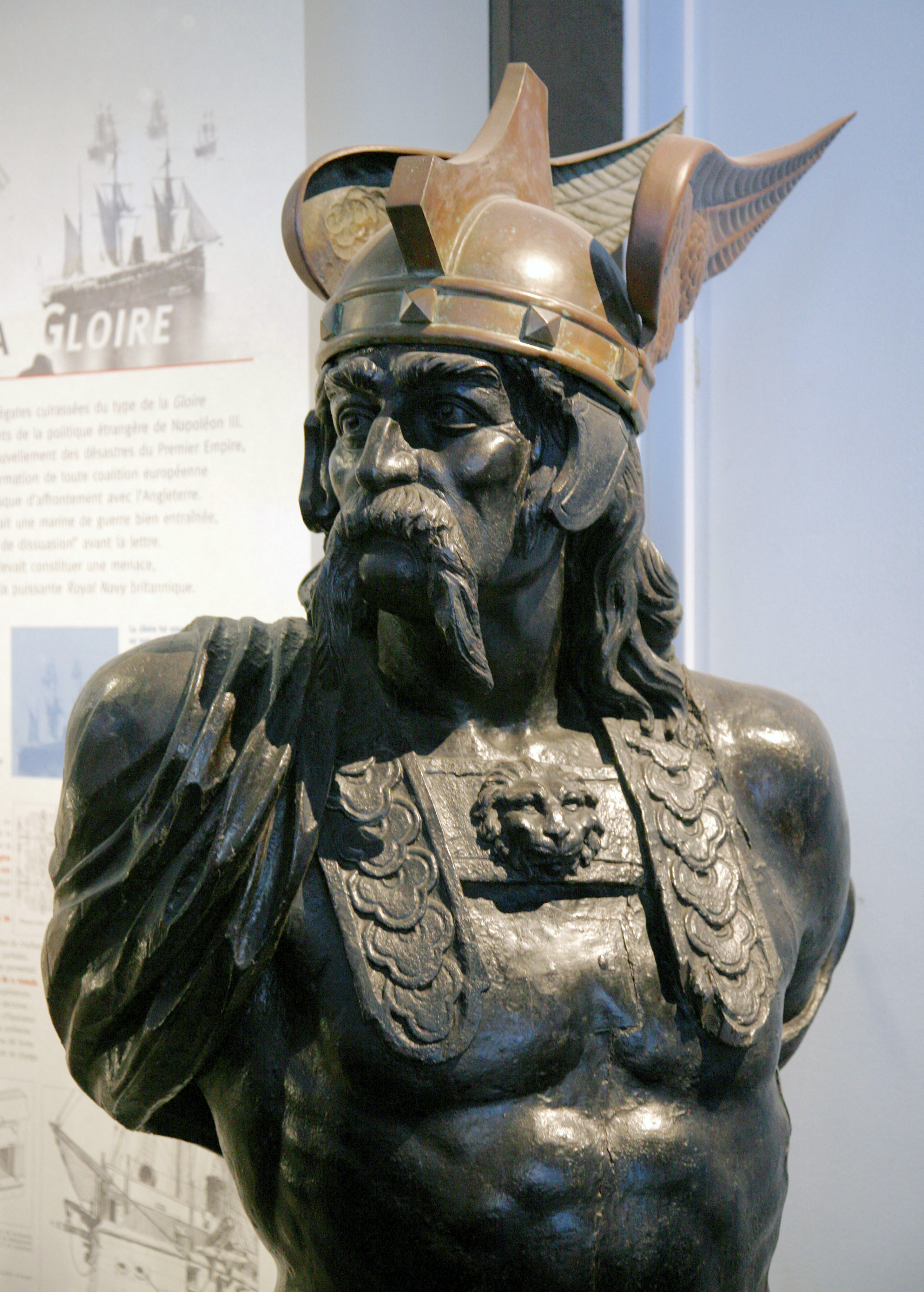
Buste de Brennos provenant de la figure de proue du cuirassé Brennus, Musée national de la Marine. Portrait typique de la fin du XIXe siècle.

Vers 390 av. J.-C., Brennos, un chef gaulois sénon, marche sur l'Étrurie et assiège la ville étrusque de Clusium.
Tite-Live et Plutarque nous rapportent que Clusium demande l'aide de Rome qui envoie trois émissaires issus de la gens Fabia avec pour objectif, dans un premier temps, de jouer le rôle de médiateur entre les assiégés étrusques et les tribus gauloises. Néanmoins, Rome prend vite conscience du danger que représentent ces redoutables envahisseurs et décide de s'allier à ses voisins Étrusques. Brennos relève le défi et décide de marcher sur Rome à la tête de ses troupes. Lorsque le Sénat romain est informé de ces évènements, il lance un appel aux armes à tous les citoyens romains, afin de constituer une armée qui arrête l'avancée gauloise. L'affrontement entre les deux armées a lieu le 18 juillet 390 av. J.-C. sur la rive gauche du Tibre, à l'endroit où s'y jette le modeste affluent appelé Allia, qui donne son nom à la semi-légendaire bataille de l'Allia. Les estimations modernes font état de 30 000 Gaulois face à 15 000 Romains lors de la bataille. L'armée romaine, mal préparée, est terrassée par l'armée gauloise, plus expérimentée et avide de vengeance. La défaite est si grave que le 18 juillet (le Dies Alliensis, le « Jour de l’Allia ») est dès lors considéré comme un jour néfaste dans le calendrier romain.
Les autorités romaines mettent en sécurité à Caeré les objets sacrés ainsi que les vestales et les flamines. Le chef gaulois met à sac Rome, la rançonne après l'épisode des « oies du Capitole » et le célèbre « Vae Victis ». Si l'on en croit les auteurs antiques, Tite-Live et Plutarque, Rome est totalement détruite par les hordes celtes et seuls les Romains assiégés sur le Capitole survivent, après sept mois de siège. Selon les données archéologiques et le fait que seul le pillage intéresse alors les Gaulois, il est probable que les principaux monuments de la ville sont pillés et que seuls certains quartiers sont incendiés.
Tite-Live et Plutarque font ensuite intervenir Camille, nommé dictateur, qui conteste la légalité de la rançon. L'auteur latin indiquant que cette position provoque un combat avec les Gaulois et qui est perdu par ces derniers. Néanmoins, l'historicité de cet évènement reste sujette à caution. Tite-Live rapporte d'ailleurs un second combat « plus régulier » selon ses propres dires, sur le chemin de Gabies, combat également remporté par Camille. Plutarque, s'écartant quant à lui de l'historien romain, conteste la première victoire romaine, mais il atteste également du combat du chemin de Gabies. Dans sa version, les Romains sont également victorieux, quoique de manière moins complète.
L'historien Polybe, plus fiable, rapporte une tradition différente où les Vénètes envahissant leur pays, les Gaulois sont forcés d'interrompre le siège du Capitole. Tite-Live parle aussi d'une possible épidémie qui contraint les Gaulois à se retirer.
Les Gaulois sont peut-être un pion, à la solde du tyran Denys l'Ancien, dans la guerre que se livrent les Syracusains et les Étrusques. Les Gaulois, peut-être au retour de leur périple jusqu'en Iapygie, sont pris en embuscade et massacrés par les troupes étrusques de Caeré,. Il est possible que le « sac de Rome soit une anecdote quasi mineure dans le grand conflit que se livrent Syracuse et les Étrusques ».

### Des raids contre Rome de 367 à 349

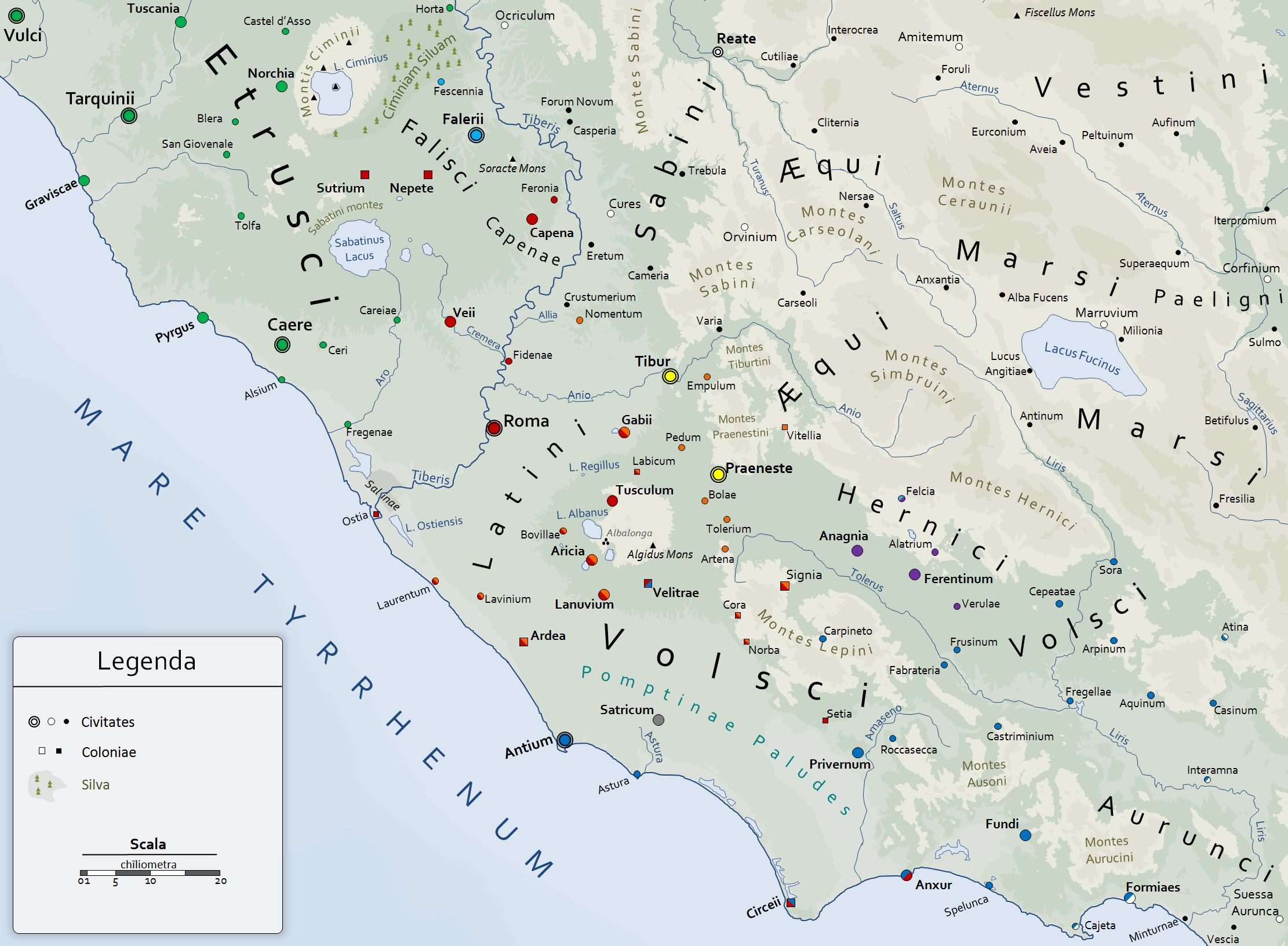
Rome et le Latium vers 367 av. J.-C.

Rome doit faire face à d'autres raids gaulois en 367, 361 et 360 av. J.-C., venant de Celtes installés en Apulie.
Pour l'année 367, Tite-Live et Plutarque rapportent les évènements ainsi : Camille est nommé dictateur pour la cinquième fois pour faire face à une invasion gauloise. Il les vainc dans la campagne d’Albe. Les survivants gaulois regagnent l'Apulie et Camille triomphe.
Pour l'an 361, les Gaulois viennent camper près de Rome, au-delà du pont de l’Anio. À Rome, Titus Quinctius Poenus Capitolinus Crispinus est nommé dictateur. Un pont sépare les deux armées. Tite-Live rapporte alors une anecdote : « Enfin un Gaulois d’une taille gigantesque, s’avance sur ce pont libre alors, et de toute la puissance de sa voix s’écrie : “Que le plus vaillant des guerriers de Rome vienne et combatte, s’il l’ose, afin que l’issue de notre lutte apprenne qui des deux peuples vaut plus à la guerre” ». Le jeune Titus Manlius vainc alors le Gaulois en combat singulier. Les Gaulois se retirent en Campanie après s'être alliés avec Tibur, alors en guerre contre Rome,.
Pour l'année suivante, alors que Rome lutte contre Tibur, les Gaulois reviennent de Campanie et ravagent les territoires de Labicum, de Tusculum et d’Albe. À nouveau, un dictateur est nommé à Rome : Quintus Servilius Ahala. Ce dernier défait les Gaulois dans une bataille qui s'est déroulée près de la Porte Colline. Les Gaulois fuient vers Tibur mais sont interceptés par le consul Caius Poetilius avant d'atteindre la ville. Les Tiburtins tentent une sortie pour soutenir leurs alliés mais ils sont également défaits par les Romains,. Les combats contre les Gaulois au sein de la guerre romano-tiburtine paraissent cependant douteux.
En 358 av. J.-C., le Latium est de nouveau menacé par une invasion gauloise. Tite-Live rapporte que les Romains négocient un nouveau traité avec les Latins à la demande de ces derniers qui envoient des troupes pour combattre les Gaulois qui ont atteint Préneste et se sont installés dans les environs de Pedum. Le dictateur romain Caius Sulpicius Peticus prend la tête de l'armée romano-latine et défait les Gaulois. La menace que représentent les Gaulois a pu décider les Latins à se tourner vers Rome et lui fournir des troupes.
En 350 av. J.-C., le consul Marcus Popillius Laenas vainc une armée gauloise. L'année suivante, les restes de l’armée gauloise reviennent. Marcus Valerius Corvus vainc en combat singulier un colosse gaulois, à l'instar de Titus Manlius quelques années plus tôt. L'armée celte est ensuite vaincue et s'en retourne en Apulie.
D'autres raids sont mentionnés par les annales romaines tout au long du IVe siècle av. J.-C., mais ne concernent pas la cité de Rome.

## La troisième guerre samnite et ses conséquences

### La bataille de Sentinum (295)
La troisième guerre samnite est parfois appelée « guerre italique » et représente la première tentative des peuples de l'Italie centrale de s'unir contre Rome, les Samnites joignant leurs forces aux Étrusques, aux Ombriens et aux Gaulois dans le nord.
En 296 av. J.-C., la coalition contre Rome s'agrandit, avec en plus de troupes étrusques et samnites, certaines tribus ombriennes et d'importants contingents de mercenaires gaulois, principalement Sénons, payés avec l'or étrusque. Le poids de la domination romaine dans le centre de l'Italie unit des peuples pourtant hétérogènes aux intérêts divergents : toute l'Italie centrale est en arme contre une « tyrannie intolérable » écrit Tite-Live. Les Romains ne sauront empêcher la jonction des forces coalisées, hormis les Étrusques qu'ils maintiendront essentiellement sur leurs terres.
| Sentinum                  |
| Localisation de Sentinum. |
| Sentinum                  |

À Rome, les deux mêmes consuls qu'en l'an 297 sont élus : Quintus Fabius Maximus Rullianus et Publius Decius Mus, revenant chacun de leur proconsulat dans le Samnium. Il s'agit là de deux chefs expérimentés, ce qui tend à montrer que Rome a pris l'ampleur du danger qui la menace. Une légion romaine campe près de Clusium sous les ordres d'un propréteur, Lucius Cornelius Scipio Barbatus. Les sources de Tite-Live divergent, mais la légion romaine subit une défaite, qui va selon les sources d'une simple embuscade à un désastre complet. Quant aux ennemis, il s'agit soit de Gaulois Sénons, ce que pense Tite-Live, soit d'Ombriens. Outre l'armée complète menée par les deux consuls, deux autres légions sont levées pour faire face à la menace des coalisés en Étrurie, commandées par deux propréteurs, une campe sur le territoire falisque, l'autre dans la plaine vaticane aux abords de Rome.
Les consuls traversent les Apennins et rencontrent l'armée des coalisés sur le territoire de Sentinum, au nord de l'Ombrie. Selon Tite-Live, l'armée coalisée étant importante et composée de peuples différents, elle se divise en deux : d'une part les Samnites et les alliés gaulois, d'autre part les Étrusques et les Ombriens. Sur ordre des consuls, les deux légions proprétoriennes ravagent les terres étrusques autour de Clusium de l'autre côté des Apennins, attirant l'armée étrusco-ombrienne. Les consuls romains engagent ensuite le combat contre l'armée samnito-gauloise de Gellius Egnatius. Selon Polybe, les forces étrusco-ombriennes n'ont jamais été présentes, ce qui est l'avis des auteurs modernes quant aux Étrusques, alors que les Ombriens ont peut-être combattu aux côtés des Samnites et des Gaulois. Les historiens modernes retiennent par contre l'idée de diversions romaines qui retiennent les Étrusques, voire aussi les Ombriens, sur leurs terres,.
Débute alors la bataille de Sentinum, longtemps indécise entre des forces égales si l'on en croit le récit de Tite-Live, mais qui se termine par une victoire totale pour Rome. Quintus Fabius Maximus Rullianus rentre à Rome pour célébrer un triomphe sur les Gaulois, les Étrusques et les Samnites, ce qui est confirmé par les Fasti triumphales.
Le récit intégral de Tite-Live s'arrête peu avant la fin de la troisième guerre samnite, au début de l'an 292, et il ne reste plus que des résumés, les Periochae, pour les trois quarts du siècle restant jusqu'à la deuxième guerre punique. Ces Periochae ne sont que de modestes palliatifs au récit de Tite-Live, et les évènements des années qui suivent proviennent de diverses sources qui n'ont pas la fiabilité et la circonspection de Tite-Live.

### Batailles d'Arretium et du Lac Vadimon (284-283)
Les combats contre les Gaulois continuent jusqu'en 280, année pendant laquelle les Sénons sont repoussés hors d'Italie.
En 284, le consul Lucius Caecilius Metellus Denter est sévèrement battu sous les murs d'Arezzo par des Sénons, son armée est écrasée et lui-même y perd la vie,. Les Étrusques, mais aussi les Samnites et les Lucaniens, en profitent pour se révolter. Cependant, les Romains reprennent le dessus très rapidement. Manius Curius Dentatus, vainqueur des Samnites et des Sabins en 290, est élu consul suffect. Il repousse les Sénons et annexe leur territoire,. Ensuite, en 283, les Romains remportent la deuxième bataille du Lac Vadimon. Les Boïens et les Étrusques sont vaincus par le consul Publius Cornelius Dolabella qui anéantit l'armée coalisée,,.
La guerre de Pyrrhus en Italie (280-275) modifie les rapports de force en Italie.
Pendant près d'un demi-siècle, de 283 à 235 av. J.-C., les Cisalpins disparaissent des récits antiques romains.

## La conquête romaine de la Gaule cisalpine

### Les derniers raids gaulois (236 et 225)
Vers 238 av. J.-C., les Gaulois Cisalpins font alliance avec les Ligures, peuple non celte mais qui va longuement combattre Rome. En 236 av. J.-C., des Boïens parviennent à Ariminum mais se retirent.
Les tribus celtes de Gaule cisalpine, principalement les Boïens et les Insubres, se sentant fortement menacées par l'expansionnisme romain, décident de faire appel à des mercenaires gaulois des Alpes et des régions du Rhône, les Gésates. La nouvelle de la marche vers le sud de cette armée gauloise jette un trouble important à Rome, témoin de la peur encore très vive qu'ont les Romains des Celtes. L'armée celte envahit et pille l'Étrurie puis se dirige vers Rome. Les deux consuls mènent les troupes romaines à leur encontre. La victoire romaine est totale à la Bataille de Télamon. Quarante mille Gaulois sont tués, dix mille faits prisonniers,.

### La soumission des Cisalpins (223-219)
Le Sénat de la République romaine se rend compte que le seul moyen d'empêcher ces raids est de conquérir les terres jusqu'à l'arc alpin, et à cela s'ajoutent des perspectives économiques. Ainsi Rome se lance dans la conquête de la Gaule cisalpine,.

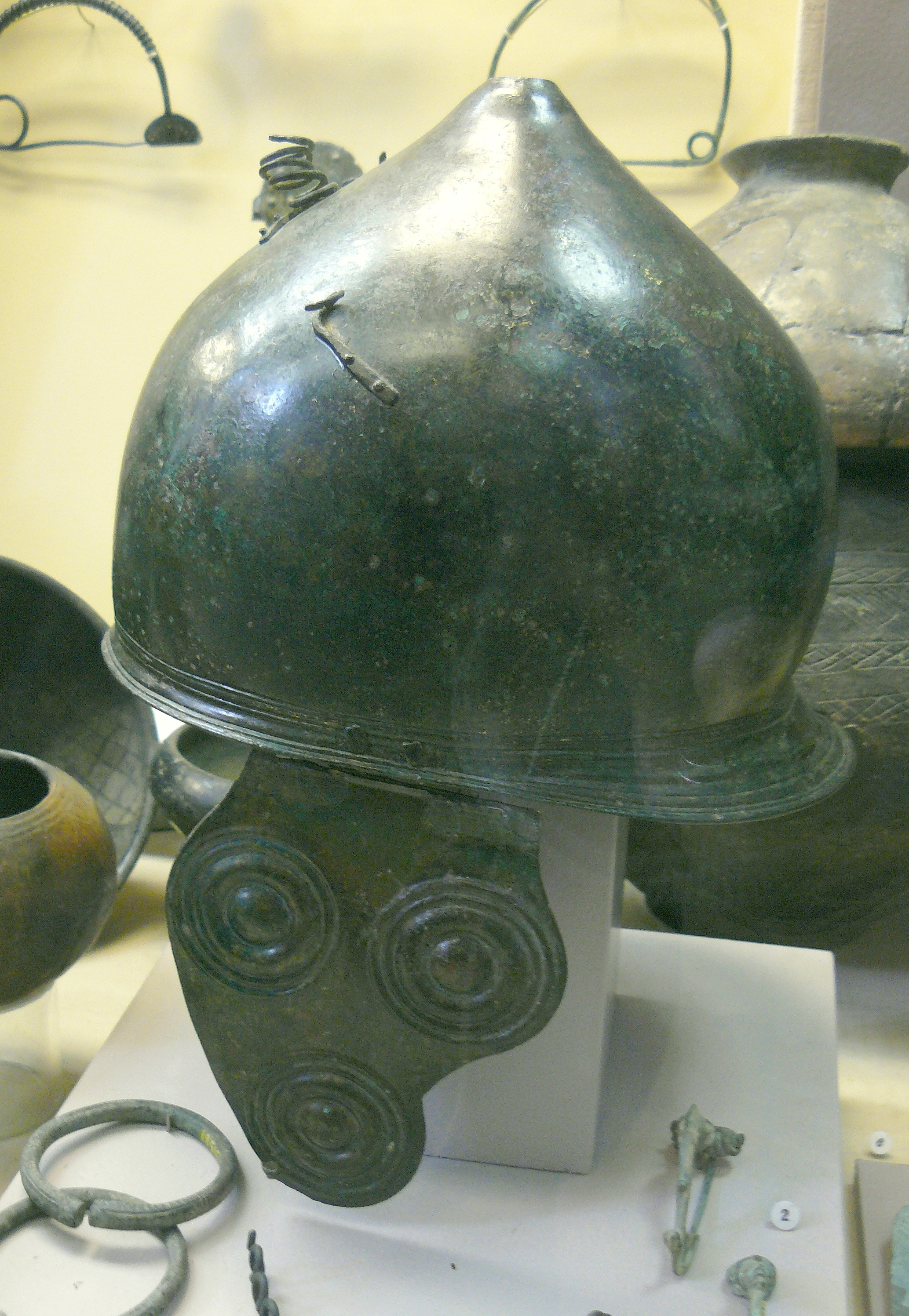
Casque gaulois cisalpin en bronze

En 223 av. J.-C., les Insubres sont vaincus non loin de Bergame et ils se soumettent l’année suivante. Les tribus d'Istrie sont vaincues en 221/220 av. J.-C., Rome atteignant là les Alpes juliennes. En 219 av. J.-C., les peuples Cisalpins ont tous été vaincus et leurs territoires sont sous domination romaine. Le général romain majeur de ces conquêtes est Caius Flaminius Nepos, qui a vaincu les Insubres, les Boiens et les Taurins.
Des colonies sont fondées en 218 av. J.-C. à Crémone et Plaisance. Une autre colonie est déduite à Mutina, permettant de surveiller les Boïens.

### La deuxième guerre punique (218-202)
Les Gaulois se révoltent lors du passage d'Hannibal au début de la deuxième guerre punique après son passage des Alpes. Après l’avoir dans un premier temps combattu, la bataille de la Trébie, en décembre 218 av. J.-C., amène les Gaulois à se rallier à Hannibal contre leurs récents vainqueurs romains. En tant qu'alliés du chef carthaginois, leur apport est important pour ses victoires à Trasimène en 217 av. J.-C. et à Cannes en 216 av. J.-C.. Les Gaulois mènent d'autres combats indépendamment des Carthaginois et prennent les Romains dans des embuscades.

### La pacification de la Gaule cisalpine (202-146)
Après la défaite d'Hannibal à la bataille de Zama en 202 av. J.-C., les Romains maîtrisent la rébellion en Gaule cisalpine dans la décennie qui suit et dont la conquête se termine définitivement au milieu du IIe siècle av. J.-C. En effet, les Gaulois révoltés sont vaincus en 200 av. J.-C. à la bataille de Crémone et en 194 av. J.-C. à la bataille de Modène. La conquête de la Gaule cisalpine est accomplie avec la soumission des Boïens. Quelques décennies plus tard, vers le milieu du IIe siècle av. J.-C., la soumission de tous les Celtes et des Ligures de la plaine du Pô est attestée.
La citoyenneté romaine sera accordée aux Gaulois cisalpins en 49 av. J.-C., sous Jules César.